# Bromus haussknechtii
Bromus haussknechtii (лат.) — вид однодольных растений рода Костёр (Bromus) семейства Злаки (Poaceae). Впервые описан швейцарским ботаником Пьером Эдмоном Буассье в 1884 году и назван в честь немецкого ботаника Генриха Карла Хаусскнехта.

## Распространение и среда обитания
Встречается от острова Родос (Греция) и востока Израиля до Ирака и Кавказа. Типовой экземпляр собран в Месопотамии (современный Ирак).
Произрастает на мелкопесчано-илистых местах у скалистых ущелий.

## Ботаническое описание
Однолетнее растение высотой 12—40 см. Листья узкие, длиной 4—18 см, покрыты волосками.
Соцветие — метёлка, формой от эллиптических до яйцевидных, состоит из колосков длиной 30—40 мм. 2n=28.

## Синонимы
Синонимичные названия:
- Anisantha haussknechtii (Boiss.) Holub — Неравноцветник Хаусскнехта
- Anisantha madritensis subsp. haussknechtii (Boiss.) H.Scholz
- Bromus madritensis subsp. haussknechtii (Boiss.) H.Scholz